# Base Aérea de Torrejón de Ardoz
La Base Aérea de Torrejón (IATA: TOJ, OACI: LETO) es uno de los principales aeropuertos militares españoles y se encuentra en Torrejón de Ardoz (Madrid), cerca de la capital madrileña. Anteriormente, fue utilizada conjuntamente por el Ejército del Aire y del Espacio de España y por la Fuerza Aérea de los Estados Unidos (USAF), hasta que esta última dejó de hacerlo en 1992. Posteriormente, tras haber sido utilizado conjuntamente por el Ejército del Aire y del Espacio y Aena, esta última para la aviación ejecutiva, actualmente dichas operaciones han sido trasladadas al Aeropuerto Adolfo Suárez Madrid-Barajas. Anexa a esta base se encuentra ubicada la sede central del Instituto Nacional de Técnica Aeroespacial.
En su interior, además de los edificios destinados a la vida militar, cuenta con una capilla católica, una bolera, una zona residencial de viviendas y un campo de golf.

## Historia
La base aérea de Torrejón fue original y exclusivamente la sede del Instituto Nacional de Técnica Aeroespacial (INTA). En la actualidad el INTA se halla aún al lado opuesto de la pista de despegue, exactamente donde estaba entonces. Allí se encuentra también el escuadrón de ensayos en vuelo del Ejército del Aire y del Espacio.

### Presencia estadounidense
Después de los Pactos de Madrid de 1953 entre Estados Unidos y España, las Fuerzas Aéreas de Estados Unidos en Europa (USAFE) construyeron en Torrejón de Ardoz (Madrid) una nueva y larga pista de despegue de 13 400 pies (4266 m), reemplazando la pista de aterrizaje que había entonces, una enorme plataforma de aparcamiento de hormigón y otras múltiples instalaciones para alojar a los bombarderos de la Fuerza Aérea Estratégica de los Estados Unidos y apoyar a las misiones Reflex del Comando Aéreo Estratégico. Dichas instalaciones se mantienen en la actualidad y la pista de despegue de la base aérea de Torrejón sigue siendo la pista de despegue más larga de Europa.

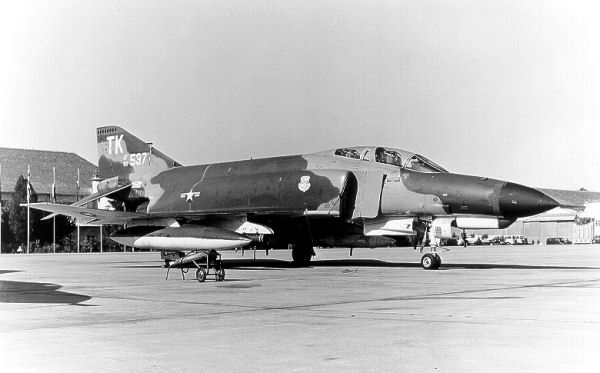
Un F-4 Phantom II E 68-0537 del 353d Tactical Fighter Squadron en la base aérea de Torrejón, año 1970

La gran importancia que adquirieron las instalaciones de la base de Torrejón, llevó al cierre, en 1965, del vecino Aeródromo Barberán y Collar en Alcalá de Henares.
La base aérea de Torrejón (llamada Torrejon AB por la USAF) fue una de las cuatro bases aéreas de la USAFE en España durante la Guerra Fría. Las otras eran la Base Aérea de Zaragoza, la Base Aérea de Sevilla y la Base Aérea de Morón, cerca de Sevilla. Los aviones de la USAFE llevaban las letras de identificación en la cola "TJ" para indicar su pertenencia a la Torrejon AB. Estas tres bases aéreas, como consecuencia de su gran tamaño y del número de unidades basadas en ellas, forman parte en la actualidad del conjunto de bases aéreas más importantes del Ejército del Aire y del Espacio español. La Armada de los Estados Unidos (US Navy) mantiene todavía una base aeronaval de uso conjunto en Rota (Cádiz), que se construyó a la vez que las cuatro bases aéreas de la USAFE.
Durante la Guerra Fría, la instalación fue sede de la Decimosexta Fuerza Aérea de los Estados Unidos en Europa, así como de la 401 Tactical Fighter Wing.
Las aeronaves de la USAFE de la Base en Torrejón rotaban destacadas a otras bases aéreas USAFE, como la base aérea de Aviano, Italia, y la base aérea de İncirlik, en Turquía, que se encontraban más cerca de la URSS y, por lo tanto, más expuestas. Torrejón fue, además, una puesta en escena del refuerzo y la base logística del transporte aéreo.
La USAF retiró el grueso de sus fuerzas el 21 de mayo de 1992; no obstante, el fin definitivo de la presencia militar estadounidense en Torrejón no fue oficializado hasta casi 12 años después, el 12 de febrero de 2004.

#### Influencia sociocultural
Durante la dictadura de Francisco Franco, España estaba aislada internacionalmente, pero eso comenzó a cambiar en 1953 cuando el régimen firmó el acuerdo con Estados Unidos para permitir la instalación de bases militares en el país. Este pacto formó parte de la estrategia internacional de Estados Unidos en el marco de la Guerra Fría y, a cambio, proporcionaba apoyo económico y político a España. Una de las bases más importantes fue la que se estableció en Torrejón de Ardoz, municipio que acabaría transformándose profundamente por la presencia estadounidense.
Lo primero que marcó la presencia de los estadounidenses fue el ruido constante de los aviones militares, que despegaban y aterrizaban cada cinco minutos. El cielo del pueblo servía como termómetro de la política internacional: cuando había conflictos, como la guerra de Vietnam, el embargo estadounidense a Cuba o la guerra del Yom Kipur, aumentaba la actividad aérea. Eso hacía evidente que Torrejón estaba más conectada al conflicto global que al propio desarrollo local.
En una España todavía cerrada y reprimida. La instalación de la base de Torrejón supuso una pequeña puerta abierta a la modernidad: cigarrillos, whisky, vaqueros o aparatos de radio, que circulaban en la base y llegaban al entorno local, aunque a cuentagotas, ya que los españoles no tenían acceso directo. Los españoles eran empleados en la base, en las labores de limpieza, mantenimiento, cocina, etc, sin representación sindical ni estabilidad laboral, y se resignaban a una convivencia distante: los estadounidenses estaban allí, pero no había integración ni amistad real, simplemente compartían espacio sin mezclarse, aunque, no obstante, algunos soldados acabarían casándose con mujeres del pueblo, que se marcharían luego a Estados Unidos, dejando atrás un rastro de cartas, pero pocas raíces.
Más accesible era la cultura musical, especialmente a través de la radio de la base. Gracias a Radio Torrejón, los madrileños empezaron a conocer y consumir productos culturales norteamericanos como el jazz, el rock y, más adelante, el hip-hop. La música fue el vehículo principal de la influencia estadounidense, entrando por los oídos de jóvenes sedientos de modernidad.
Muchos músicos españoles encontraron en la base una fuente de inspiración y oportunidades. Grupos como Micky y los Tonys o Los Estudiantes comenzaron tocando versiones de artistas como Elvis o Ricky Nelson para entretener a los soldados en el Airmen’s Club de la base. Esa experiencia marcó el nacimiento del rock en España y se conectó directamente con la efervescente escena madrileña de los 60. A su vez, artistas estadounidenses que venían a actuar para los soldados también hacían paradas en locales de Madrid como el Whisky Jazz o el Bourbon Street, acercando aún más la cultura de Estados Unidos a la ciudad.
El influjo musical no se detuvo ahí. En los años 80, cuando el rap y el funk ya dominaban la escena afroamericana, jóvenes como Frank T o El Chojin, criados en Torrejón, comenzaron a empaparse de esos sonidos en discotecas como Stones, frecuentadas por estadounidenses. Así, Torrejón se convirtió en una de las cunas del hip-hop español, junto con ciudades como Zaragoza o Sevilla, donde también había bases norteamericanas. La cercanía física con los estadounidenses facilitó una transmisión cultural directa, casi sin filtros.
Algunos militares, especialmente los de mayor rango, se instalaron en zonas acomodadas del norte de Madrid. En plena época del desarrollismo, se integraron en ambientes más liberales y modernos, mezclándose con artistas, empresarios y figuras del ocio nocturno. Uno de los barrios que emergió de esta mezcla fue el conocido como Corea, cerca del paseo de la Castellana, apodado así por la época de la Guerra de Corea (más tarde conocido como Costa Fleming, por la calle del Doctor Fleming). El término lo popularizó el periodista Raúl del Pozo y describía una zona de vida nocturna intensa, glamur, prostitución y presencia constante de estadounidenses. En este contexto también surgió en el habla popular la expresión barra americana, que hacía referencia a locales donde había mujeres ejerciendo la prostitución, y que imitaban ciertos modelos de entretenimiento de los bares estadounidenses. Este imaginario quedó reflejado en canciones como Chica de papel, de Hilario Camacho, que contaba la vida de dos prostitutas de Costa Fleming, y en películas como Madrid, costa Fleming (1976), que consolidó el nombre del barrio en la cultura popular.
Otro lugar por donde se dejaban ver los estadounidenses era en el club piscina Stella, del barrio de Arturo Soria, cerrada en 2006. Se hablaba de que allí había llegado el bikini y el nudismo antes que a Benidorm y por sus instalaciones desfilaban celebridades como Ava Gardner, Antonio Machín o los duques de Windsor, lo que reforzaba su imagen como enclave de modernidad en una España oficialmente conservadora. En 1992, Joaquín Sabina lo inmortalizó en su canción Todos menos tú, al mencionarlo entre los locales de moda de la noche madrileña: «Petardeo de terraza, pasarela, escaparate [...] Archy, Joy, Stella, ¿cómo vais de chocolate?». La novela Los días ligeros (2024), de Yolanda Guerrero, sitúa parte de su acción en la piscina, retratándola como un espacio donde algunas mujeres encontraban pequeños márgenes de libertad durante el Franquismo.
Aunque tras la Guerra del Golfo, en los años 90, los militares estadounidenses se retiraron de Madrid, su huella cultural permanece. Las bases fueron mucho más que enclaves militares: fueron catalizadores de modernidad, canales de apertura y puntos de contacto con una forma de vida más libre, dinámica y musical. El legado de los yanquis sigue vivo en la música, los barrios, el léxico popular y en la forma en que España se abrió al mundo.

#### Atentado terrorista del restaurante El Descanso
Cerca de la base, junto a la A-2, existía el restaurante El Descanso, popular entre militares estadounidenses y locales, una especie de pionero de la comida americana en la región, especializado en costillas al estilo texano. El 12 de abril de 1985 sufrió un atentado terrorista ejecutado con un artefacto explosivo, considerado el primer ataque de tipo yihadista en España. El suceso dejó 18 muertos y más de 80 heridos, con estadounidenses entre los heridos, aunque todas las víctimas mortales fueron españolas. La investigación inicial se cerró en 1987 por falta de pruebas concluyentes, pero se reabrió en 2005 tras el testimonio de un testigo que identificó a Mustafá Setmarian Naser como uno de los autores materiales. Sin embargo, la falta de pruebas físicas y la desaparición de Setmarian llevaron al cierre definitivo del caso en 2008.

### Retirada de la USAF

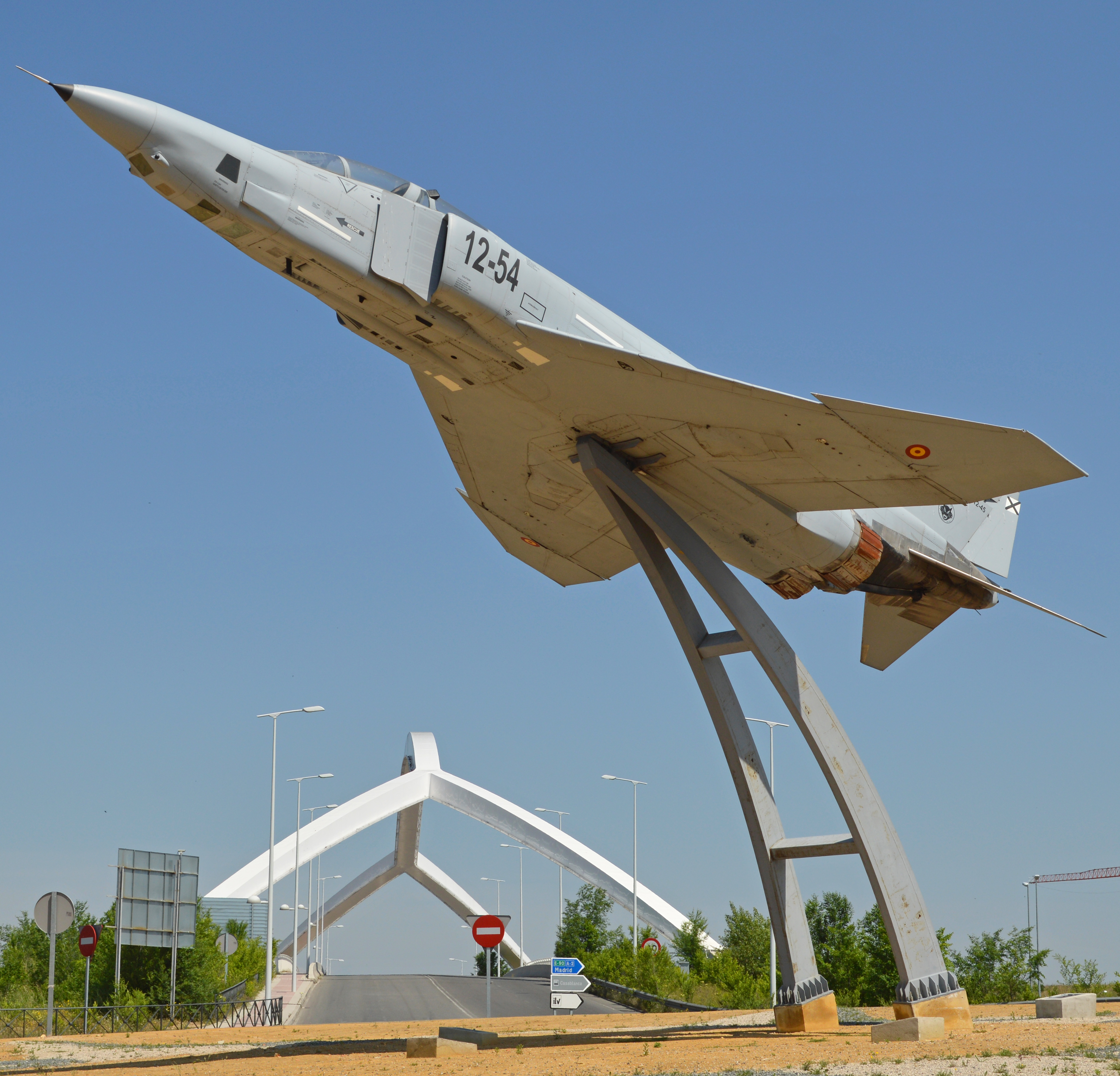
Un F-4 Phantom II. Tras ser retirado está expuesto en una rotonda próxima a la salida de la base aérea de Torrejón a la A-2

En 1987 se renegociaron los acuerdos relativos a la presencia de las Fuerzas Armadas de Estados Unidos en España. Grupos políticos de izquierda hicieron campaña en contra de las bases y de la presencia estadounidense en España y se presionó mucho para que se redujera su presencia militar en España. Además, el acuerdo de la Base se convirtió en un símbolo de la cooperación de los Estados Unidos con el régimen antiguo de Francisco Franco. Para muchos españoles era importante eliminar los vestigios de la historia mediante la conversión de los acuerdos de España con Estados Unidos exclusivamente a lo que dictase la OTAN.
El resultado del referéndum de 1986 sobre el ingreso en la OTAN obligó al gobierno español a negociar la reducción de la presencia militar de Estados Unidos en España. España insistió en que los aviones F-16 se retirasen de Torrejón como condición para la renovación del acuerdo de las bases y amenazó con expulsar a todas las fuerzas de Estados Unidos en España si esta demanda no era aceptada.[cita requerida] Los Estados Unidos consideraban que la contribución militar española era mínima, y el gobierno español tenía factores internos que permitían un debilitamiento de las defensas de la OTAN. A pesar de que se acordó con Italia la acogida de los F-16 en la base aérea de Aviano, el costo del traslado sería muy alto y la unidad estaría en una posición más expuesta a las fuerzas del Pacto de Varsovia.[cita requerida]
En enero de 1988 España y los Estados Unidos anunciaron conjuntamente que habían alcanzado un acuerdo que cumplía las condiciones exigidas por España. Los F-16 iban a ser retirados de Torrejón en tres años, hasta mediados de 1991. Se esperaba que esta medida reduciría el número de personal de Estados Unidos en España a casi la mitad.
La aplicación de este acuerdo se retrasó por la crisis de 1990/91 en Kuwait, cuando la TFW 401 fue una de las primeras alas de combate estadounidenses para responder, con el despliegue de la 612 TFS desde su base en Incirlik de Turquía y la 614 TFS, convirtiéndose en la primera unidad militar desplegada en Catar, en el Golfo Pérsico. Estos escuadrones hicieron un gran número de misiones durante las operaciones Escudo del Desierto y Tormenta del Desierto (durante la primera guerra del Golfo).
Después de 1991 cesó el fuego en Irak y los aviones procedieron a abandonar la base aérea de Torrejón. El 28 de junio, la 613 TFS fue desactivada y sus aviones enviados a los Estados Unidos. La 612 TFS fue desactivada el 1 de octubre y la 614 TFS el 1 de enero de 1992.
De conformidad con el acuerdo de 1988, la porción de la base de la USAF fue devuelta al gobierno español el 21 de mayo de 1992, trasladando el Ala Táctica de Combate 401 a la base aérea de Aviano, Italia, sin personal ni equipo. No obstante, una pequeña sección de la antigua zona estadounidense permanecería bajo control soberano estadounidense hasta el 12 de febrero de 2004, fecha en la que se dio por completada la retirada estadounidense.

### Uso civil de la base
En 1996, la situación del entonces aeropuerto de Madrid-Barajas era la de un aeropuerto sobrecargado debido a la saturación de tráfico que estaba sufriendo. Las cosas habían llegado hasta tal punto que los operadores de la terminal madrileña se vieron obligados a prescindir de algunos puentes aéreos y cancelar vuelos por lo que trasladaron algunas operaciones al Aeropuerto de Torrejón (TOJ), refiriéndose a la base aérea, que en 1997 recibió permiso para uso civil tras un año de gestiones. Líneas Aéreas Navarras fue la única compañía que aceptó este cambio y, por tanto, hizo el vuelo inaugural como aerolínea del aeropuerto.
La posibilidad de darle un uso civil a la base aérea había estado sobrevolando desde que en 1994 el Partido Comunista de España exigiese convertir la base aérea en un aeropuerto civil. Al comienzo de la década de 1990 se había propuesto el uso mixto de la base para vuelos puntuales, una opción que había levantado ciertos recelos como expresaron los entonces ministros de Defensa, García Vargas, y de Obras Públicas y Transportes, Borrell.
Al haber pocas compañías que aceptasen el uso de Torrejón como alternativa al aeropuerto de Madrid-Barajas, la base aérea promedio 70 pasajeros diarios en sus dos meses de uso civil, lo que ponía en entredicho la idoneidad de la solución teniendo en cuenta el coste de 2000 millones de pesetas (12,02 millones de euros al cambio) que calculaba la oposición que costaría mantener el uso civil de la base.
Finalmente, para octubre de 1997, apenas 8 meses después del comienzo de operaciones civiles, la única compañía que había aceptado el uso regular, LAN, cesó y el ministro de Fomento, Arias-Salgado indicó el cese del uso civil de forma regular, poniendo el peso del fracaso en las compañías aéreas por no aceptar el cambio, a lo que varias respondieron que ya avisaron previamente de que la solución propuesta por el gobierno del uso de Torrejón sería un fracaso.

### SigloXXI
El 4 de septiembre de 2016, el ministerio de defensa de España, aprobó que en caso de conflicto o extrema necesidad, podrían destacar hasta 15 aviones durante un plazo de 50 días.

## Base española

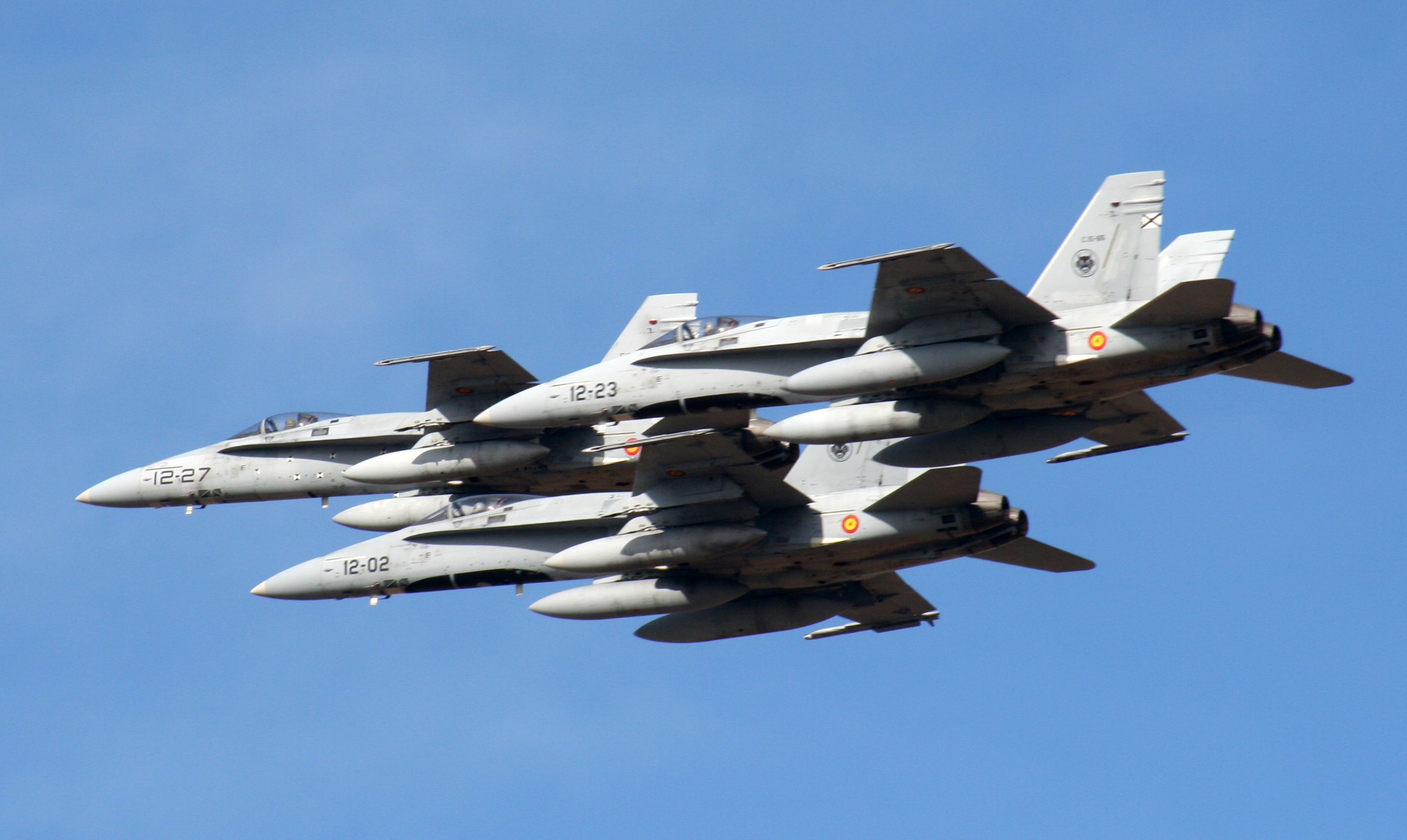
Tres EF-18 del Ala 12 en Torrejón en 2010

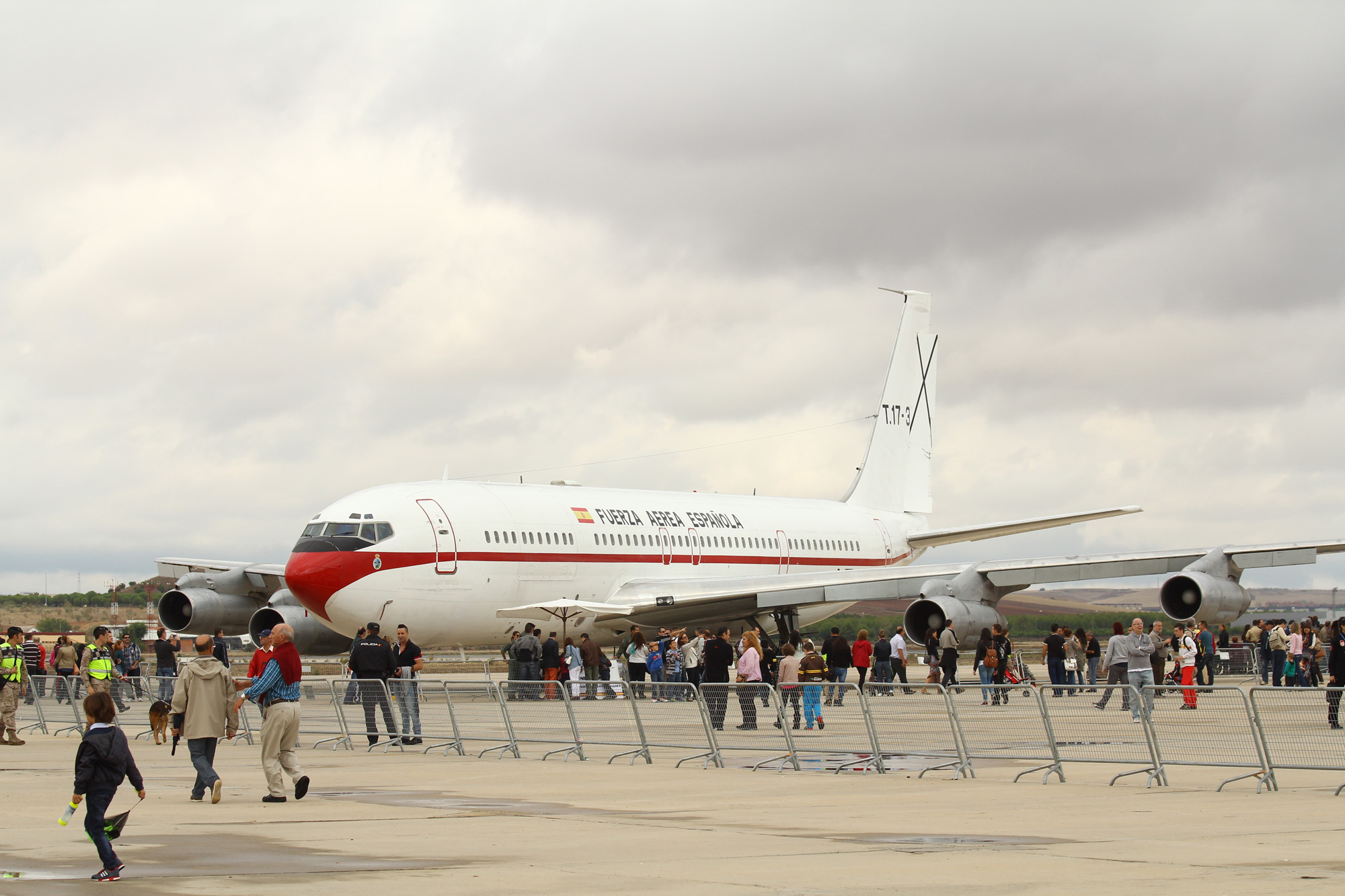
Un Boeing 707 de la Fuerza Aérea Española, expuesto en el Festival Aéreo Internacional Aire75, celebrado el 11 de octubre de 2014 en esta base aérea, con motivo del 75.º aniversario del Ejército del Aire de España

Actualmente la base aérea de Torrejón está compuesta por las siguientes unidades:
- Ala 12 (Unidad de cazas, dotada de F-18)
- 43 Grupo (Unidad dotada de aviones contraincendios o apagafuegos)
- Ala 45 (Unidad dedicada a transporte de autoridades o vuelos VIP)
- Centro de Inteligencia y Targeting Aeroespacial (CINTAER)
- Agrupación Base Aérea de Torrejón
- MACOM (Cuartel General del Mando Aéreo de Combate)
- CESAEROB (Centro de Sistemas Aeroespaciales de Observación)
- ECAO 1 (Escuadrilla de Circulación Aérea Operativa 1)
- GRUCEMAC (Grupo Central de Mando y Control)
- GRUCAO (Grupo de Circulación Aérea Operativa)
- JSVICA (Jefatura del Sistema de Vigilancia y Control Aeroespacial)
- CLAEX (Centro Logístico de Armamento y Experimentación)
- CLOIN (Centro Logístico de Intendencia)
- ESTRAM Núm. 5 (Escuadrilla de Transmisiones núm.5), dependiente del Grupo de Transmisiones del Ejército del Aire y del Espacio.
- CIMA (Centro de Instrucción de Medicina Aeroespacial)
- UME (Unidad Militar de Emergencias)
- UMAER (Unidad Médica de Aeroevacuación)
- UMAAD (Unidad Médica Aérea de Apoyo al Despliegue)
- SAR (Servicio de Búsqueda y Salvamento Aéreo)
- CAOC Torrejón (Centro de Operaciones Aéreas de la región sur de la OTAN)
- EU SatCen (Centro de Satélites de la Unión Europea)
- COVE (Centro de Operaciones de Vigilancia Espacial)[18]
- BRIPAC (Brigada Paracaidista) - Sección de Lanzamiento de Cargas Pesadas - Ejército de Tierra
- ESTAER (Escuela de Técnicas Aeroespaciales), centro docente militar del Ejército del Aire y del Espacio para oficiales y suboficiales, encargado de impartir sus diferentes especialidades y cursos de perfeccionamiento.[19]

y subdivididos los siguientes escuadrones:
- 121 (POKER, del Ala 12)
- 122 (TENIS, del Ala 12)
- 431 Del 43 Grupo
- 432 Del 43 Grupo
- 451 Del Ala 45
- 452 Del Ala 45
- 541 del CLAEX

### Defensa espacial
La base alberga el Centro Español de Operaciones de Seguimiento y Vigilancia del Espacio (S3TOC) y el Centro de Operaciones de Vigilancia Espacial (COVE), siendo el primero de carácter civil y el segundo de carácter militar. Además, la base alberga el Centro de Satélites de la Unión Europea (SatCen).